# TOI-700 d
TOI-700 d är en exoplanet på ett avstånd av 101,4 ljusår ifrån jorden, vilken kretsar runt den röda dvärgen TOI-700. Planeten upptäcktes med hjälp av Nasas rymdteleskop TESS och är den första upptäckta exoplaneten av jord-storlek i beboeliga zonen.